# Lemidia nitens
Lemidia nitens is een keversoort uit de familie mierkevers (Cleridae). De wetenschappelijke naam van de soort is voor het eerst geldig gepubliceerd in 1841 door Newman.